# Åke Jonsson (språkvetare)
Åke Jonsson, född 1941, är en svensk språkvetare.

## Biografi
Jonsson är uppvuxen i Holmsund utanför Umeå. Under 1960-talet var han hallåman och sportreporter i radion och kom senare att intressera sig för språkfrågor och speciellt radiospråket. År 1982 disputerade han på en avhandling om Sven Jerrings radiospråk. Han var under många år språkvårdare på Sveriges radio och medverkade återkommande mellan 1984 och 1994 i till exempel programmet Ordbruk där han svarade på och kommenterade lyssnarnas språkfrågor. Han har också medverkat på liknande sätt i TV i Café Umeå mellan 1993 och 1996.
Jonsson var värd i Sommar i P1 den 16 juli 1984.